# Де Рошфор, Константин Николаевич
Граф Константин Николаевич де Рошфор (Рошефор) (26 августа [7 сентября] 1875, Тула — 31 января 1961, Париж, Франция) — санкт-петербургский архитектор периода модерна, собиратель русской старины, историк Первого кадетского корпуса.

## Биография
Сын архитектора графа Николая Ивановича де Рошфора.
Окончил Первый кадетский корпус (1895) и Институт гражданских инженеров (1900). Служил по Министерству земледелия и государственных имуществ, позже был старшим архитектором Санкт-Петербургской городской управы и Училища глухонемых.
Вместе с отцом работал в Беловежском, Ксенинском и Александровском дворцах, других сооружениях. Построил в Санкт-Петербурге не менее 12 доходных домов в стиле модерн, с элементами неоклассицизма, ещё один дом реконструировал. В 1905—1907 годах совместно с В. А. Липским выстроил первый в России многоэтажный магазин для торгового дома «С. Эсдерс и К. Схейфальс» (набережная реки Мойки, 73/15). Здание построено с использованием металлического каркаса и считается ярким представителем рационалистического протоконструктивистого модерна. В 1911 году написал некролог В. А. Липского для журнала «Зодчий» (1911, № 35). Был старостой церкви Святых Петра и Павла в Петербурге.
В 1921 году эмигрировал во Францию. Жил в Париже у своего кузена герцога Мориса де Бройля, известного французского физика. Построил для него лабораторию, продолжал работать архитектором. В 1923 году явился одним из основателей прихода Александро-Невского собора в Париже. В 1929 году вступил в кружок «К познанию России», в сборнике трудов которого опубликовал сочинение «Влияние древне-русской архитектуры Севера на развитие зодчества в России» (выпуск 1-й, 1934). Кроме того, состоял членом Союза ревнителей памяти императора Николая II (с 1935 года) и Общества любителей русской военной старины. Публиковался в эмигрантских журналах «Возрождение» и «Часовой», газете «Русская мысль».
Был председателем, а затем почетным председателем Общества бывших кадет Первого кадетского корпуса. Занимался историей корпуса: читал доклады и лекции, собрал библиотеку с материалами о корпусе, которую передал в Дом Белого воина в Париже. Написал несколько работ по истории Первого кадетского корпуса и русской армии, опубликованных в Париже, среди них: «Первый кадетский корпус — колыбель русского театра и бывший кадет Сумароков — первый русский драматург» (1931), «Первый кадетский корпус» (1932), «Августейший кадет Первого кадетского корпуса» (Париж, 1934).
Скончался в 1961 году в Париже. Похоронен на кладбище Монмартр.
В 1995 году в Санкт-Петербурге состоялась международная благотворительная выставка «Архитекторы Николай и Константин де Рошфор. Новые материалы из архивов Парижа и Петербурга».

## Семья
Был женат на Анне Липской (1878—1960), сестре архитектора Владимира Липского. Их дети:
Николай (1902—1964)
Александр (1905—1954), выпускник Национальной школы мостов и дорог, инженер. Участник Второй мировой войны: капитан артиллерии Французской армии, обладатель Военного Креста.
Константин (1908—1983)

## Постройки
В Санкт-Петербурге:

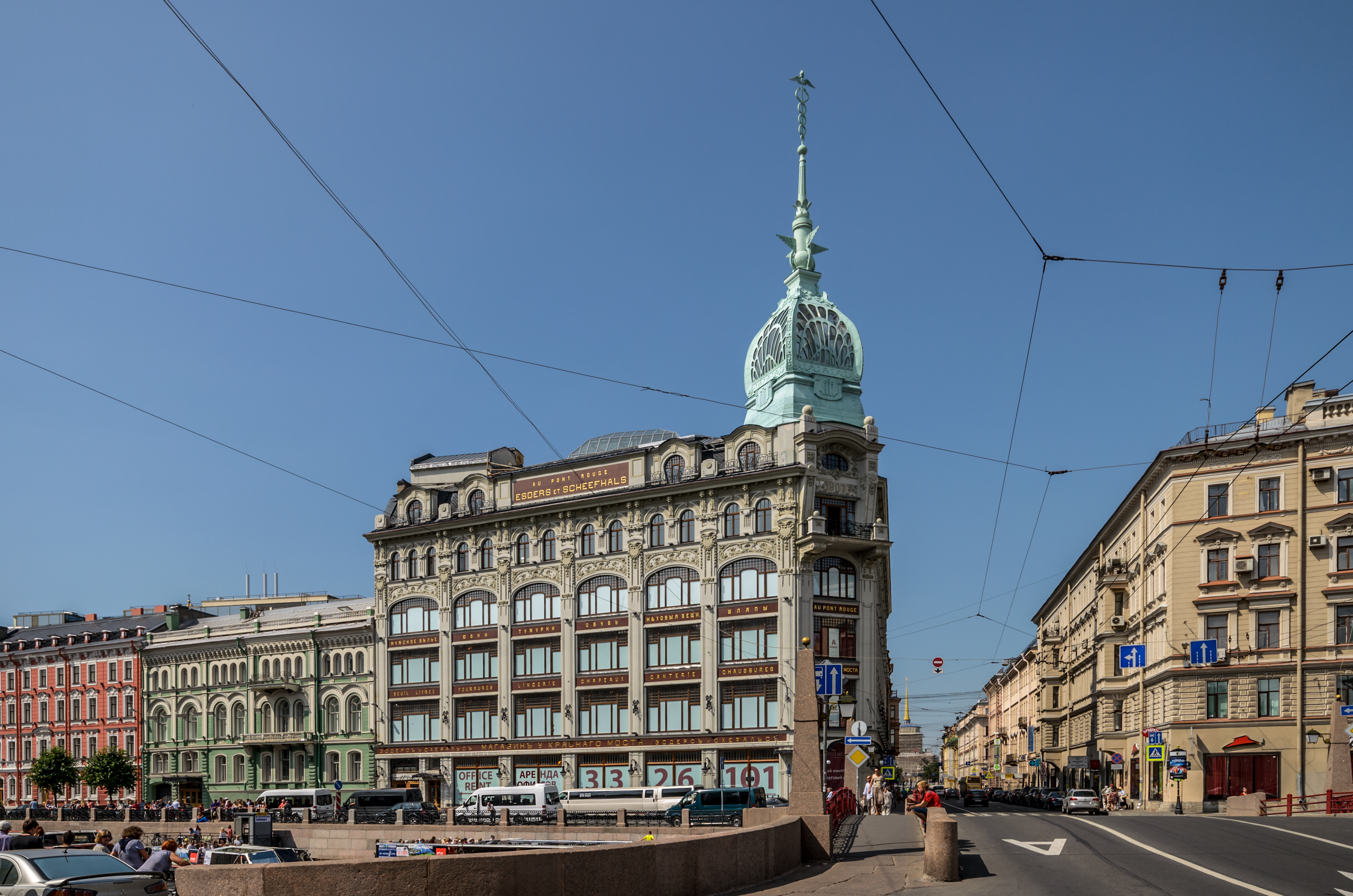
Здание торгового дома «Эсдерс и Схейфальс»

- 1900—1902: доходный дом — Серпуховская улица, 22.
- 1903: доходный дом — Лиговский проспект, 183.
- 1905—1907: торговый дом «С. Эсдерс и К. Схейфальс» — Набережная реки Мойки, 73, Гороховая улица, 15.
- 1908: доходный дом — 10-я линия, 15б.
- 1909: доходный дом В. П. Кончиелова — 10-я Советская улица, 9.
- 1909, 1913: доходный дом — Лахтинская улица, 20.
- 1910: доходный дом М. Ф. Трефахина — Гатчинская улица, 31-33.
- 1910—1911: доходный дом В. П. Кончиелова — Исполкомская улица, 5[4][5][6].
- 1910—1911: доходный дом М. Ф. Трифахина — Набережная реки Карповки, 32, Всеволода Вишневского улица, 22.
- 1911—1912: доходный дом — Набережная реки Карповки, 34.
- 1911—1912: доходный дом А. А. де Рошефор — Мытнинская улица, 24, 9-я Советская улица, 39.
- 1911—1912: доходный дом В. Н. Лихачева — Фонарный переулок, 18, набережная канала Грибоедова, 83, Казанская улица, 60.
- 1912—1914: доходный дом А. С. Залшупина — Тележная улица, 16.
- 1915—1916: доходный дом — Набережная канала Грибоедова, 100, Малая Подьяческая улица, 3.